# 東方三博士の礼拝 (メムリンク)
『東方三博士の礼拝』（とうほうさんはかせのれいはい、西: La Adoración de los Magos、英: Adoration of the Magi）は、初期フランドル派の画家ハンス・メムリンクが板上に油彩で制作した三連祭壇画である。『プラド三連祭壇画』（プラドさんれんさいだんが、西: Tríptico de la Adoración de los Magos、英: Triptych of the Adoration of the Magi）としても知られている。1479–1480年ごろの制作と見られるが、マックス・ヤーコプ・フリードレンダーは1470年の制作としている。元来、スペイン・ハプスブルク家のカール5世 (神聖ローマ皇帝) によって、トレド近くのアセカ (Aceca) 王邸の礼拝室に飾られた本作は、1847年にマドリードのプラド美術館に入った。

## 作品
中央パネルの大きさは、縦147.5センチ、横96センチであり、「東方三博士の礼拝」を表している。両翼パネルは、「キリストの降誕」と「神殿奉献」を描いたものである。左側パネルと中央パネルにある建物は、同じものが別の視点から描かれている。左側パネルの「キリストの降誕」ではイエス・キリストを礼拝する天使と、救いの象徴である「新しい光」を意味するロウソクを持つ聖ヨセフの姿が描かれている。左右対称を基本とした中央パネル「東方三博士の礼拝」では、中央にある建物の主柱と重なるように縦のラインにそって聖母マリアが描かれ、題材の中心であることを象徴している。また、小さな十字架に見える、屋根のほころびからのぞく骨組みは、キリストの受難を暗示している。
右側パネルの「神殿奉献」では背景にゴシック様式の寺院が描かれ、傍らに立つヨセフは2羽の鳩の雛を入れた籠を持っているが、当時、子供を授かると神に供物としてこれらの鳥を捧げていたことに由来する。シメオンの傍らに立つ黒服の男と女預言者アンナは、それぞれ本作の発注者と思われるコクセイド砂丘の修道院長ヤン・クラブとその母アン・ウィレムスゾーンと考えられる。
本作の主題の選択と描き方は、1455年にロヒール・ファン・デル・ウェイデンが制作した『コルンバの三連祭壇画』 (アルテ・ピナコテーク、ミュンヘン)  、1479年にメムリンクが制作した『ヤン・フロレインスの三連祭壇画』 (旧聖ヨハネ病院内ハンス・メムリンク美術館、ブルッヘ)、1462年ごろの作者不詳の『フーリン・デ・ロー祭壇画』(中央パネルはプラド美術館蔵) と関連付けられる。
本作におけるウェイデンの影響は明らかである。また、画家は1465年にブルッヘに定住した時からフーベルト・ファン・エイクとヤン・ファン・エイク兄弟に大きな影響を受けたが、それは構図中の垂直線の重要性と堂々とした人物像に明らかである。

## 関連作品

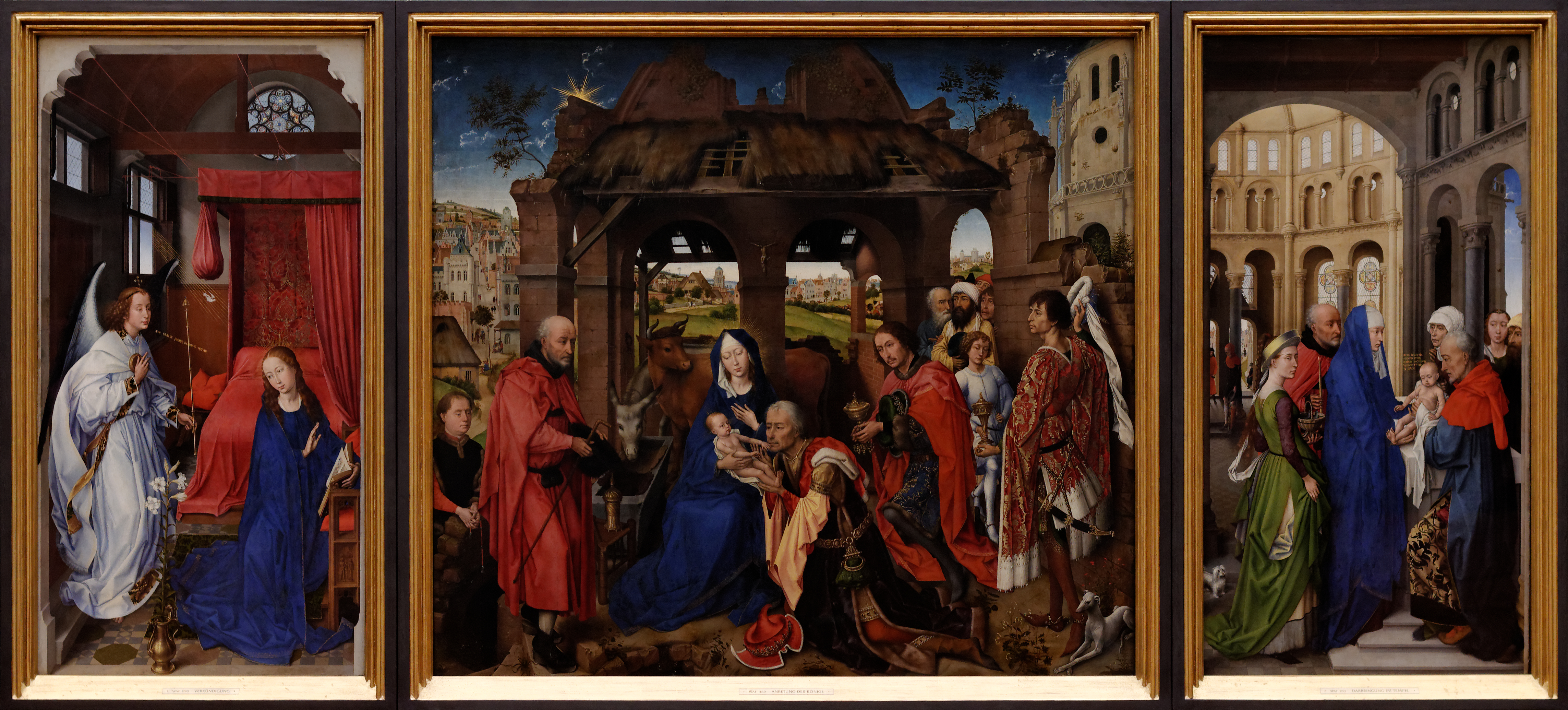
ロヒール・ファン・デル・ウェイデン『コルンバの三連祭壇画』、アルテ・ピナコテーク (ミュンヘン)
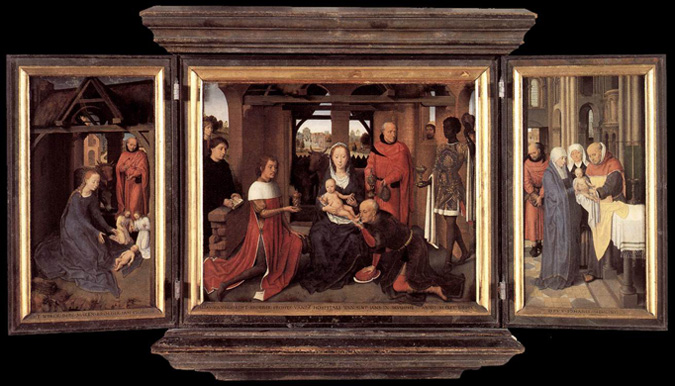
ハンス・メムリンク『ヤン・フロレインスの三連祭壇画 』、旧聖ヨハネ病院内ハンス・メムリンク美術館、(ブルッヘ)
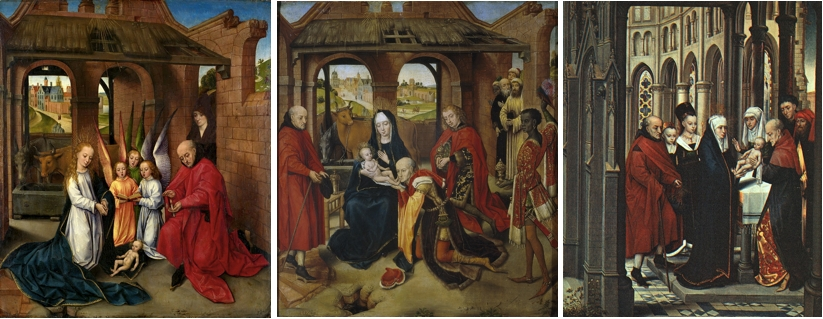
作者不詳『フーリン・デ・ロー祭壇画（英語版）』の5枚のパネルの内の3枚、中央パネルはプラド美術館蔵